# امیلی وست
امیلی ماری نمرز(به انگلیسی: Emily Marie Nemmers) (زادهٔ ۹ ژوئیه ۱۹۸۱) خواننده و ترانه سرای سبک کانتری آمریکایی و دارنده مقام دوم فصل نهم آمریکا استعداد دارد می باشد. ترانه امیلی وست با نام Rocks in Your Shoes در لیست برترین آهنگ های سال 2008 در بیلبورد قرار گرفته است.

## آلبوم ها

### استدیویی
- All for You - 2015

### آلبوم چندآهنگه
- Emily West - 2007
- I Hate You, I Love You - 2011
- Rocket Science - 2014